# Тоя (приток Баксы)
Тоя — река в России, протекает в Новосибирской области. Исток находится в Тойском займище на высоте 153 м над уровнем моря, в верховье протекает через озёра Соловьёвское, Бакса, Отоково, Долгое и Круглое. Населённые пункты на реке — Середино, Верх-Тоя и Воробьи. Устье реки находится в 100 км по правому берегу реки Бакса, возле деревни Усть-Тоя. Длина реки составляет 114 км, площадь водосборного бассейна 1830 км².

## Притоки
- Черемшанка (пр)
- 15 км: Бобровка (лв)
- Симанка (пр)
- Гнедуха (пр)
- Саврасуха (пр)

## Данные водного реестра
По данным государственного водного реестра России относится к Верхнеобскому бассейновому округу, водохозяйственный участок реки — Обь от Новосибирского гидроузла до впадения реки Чулым, без рек Иня и Томь, речной подбассейн реки — бассейны притоков (Верхней) Оби до впадения Томи. Речной бассейн реки — (Верхняя) Обь до впадения Иртыша.